# Miradouro de São Miguel Arcanjo

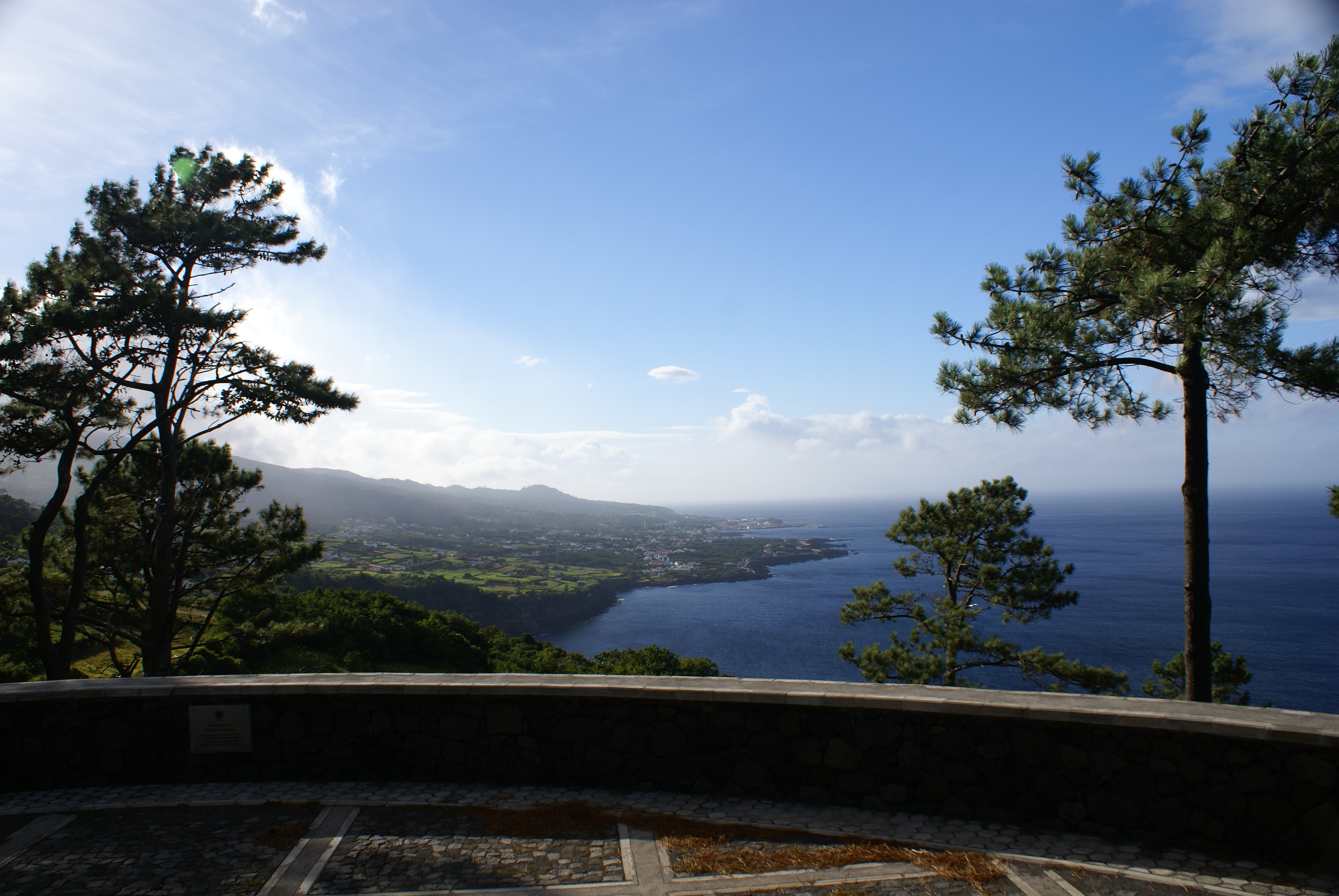
Miradouro de São Miguel Arcanjo, Parque Florestal da Prainha.

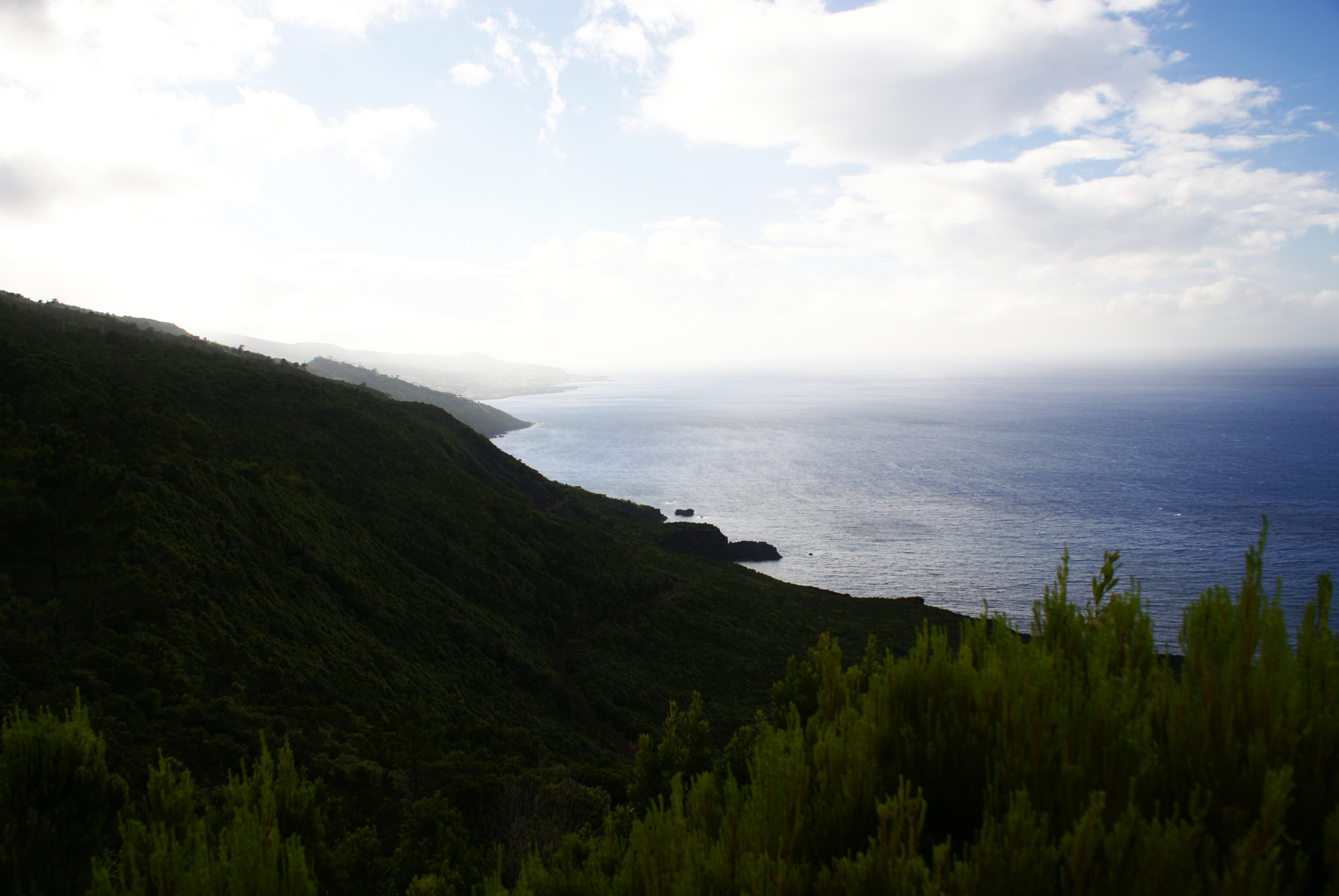
Miradouro de São Miguel Arcanjo, paisagem.

O Miradouro de São Miguel Arcanjo é um mirante português localizado no Parque Florestal da Prainha, que faz parte da Reserva Florestal da Prainha, na freguesia da Prainha, concelho de São Roque do Pico, ilha do Pico, Açores.
Este mirante oferece uma excelente vista sobre parte da costa Norte da ilha do Pico, bem como sobre uma vasta área coberta por floresta endémica da Laurissilva típica da Macaronésia. Do outro lado do Canal Pico São Jorge, a ilha de São Jorge dá à paisagem um roque de exotismo muito próprio com as nuvens a dançar no fundo verde e azul que confunde a terra com o mar.